# Alexandr Malits
Alexandr Malits (* 1. června 1947 v Praze) je bývalý slovenský fotbalista, záložník.

## Fotbalová kariéra
Vyrůstal v Nových Zámcích, fotbal začal hrát až jako učeň v Blansku, předtím nebyl registrován. Na vojně hrál za Duklu Uherské Hradiště. V československé lize hrál za TJ Gottwaldov. Nastoupil ve 45 ligových utkáních a dal 7 gólů. V Poháru vítězů pohárů nastoupil v 1 utkání, 16. září 1970 byl u výhry nad PSV Eindhoven 2:1.
Jeho přezdívka „Osa“ vycházela z jeho střelecké pohotovosti, je slovenským ekvivalentem českého slova vosa. V sezoně 1969/70 byl nejlepším střelcem Gottwaldova v I. lize.

## Ligová bilance
| Ročník                                   | Zápasy | Góly | Klub          |
| ---------------------------------------- | ------ | ---- | ------------- |
| 1. československá fotbalová liga 1969/70 | 25     | 7    | TJ Gottwaldov |
| 1. československá fotbalová liga 1970/71 | 20     | 0    | TJ Gottwaldov |
| CELKEM                                   | 45     | 7    |               |